# Marco Brandt
Marco Brandt (* 4. Mai 2006) ist ein österreichischer Fußballspieler.

## Karriere

### Verein
Brandt begann seine Karriere beim SK Schärding. Zur Saison 2017/18 wechselte er zur SV Ried. Im September 2018 schloss er sich der Jugend des FC Red Bull Salzburg an. Bei den Salzburgern durchlief er ab der Saison 2020/21 auch sämtliche Altersstufen in der Akademie.
Zur Saison 2024/25 rückte Brandt in den Kader des Farmteams FC Liefering. Sein Debüt in der 2. Liga gab er dann im August 2024, als er am 17. Spieltag jener Saison gegen den SV Lafnitz in der Startelf stand.

### Nationalmannschaft
Brandt spielte im März 2024 gegen Italien erstmals für Österreichs U-18-Team. Im September 2024 debütierte er gegen Belgien für die U-19-Mannschaft.